# Jevgenij Sadovyj
Jevgenij Viktorovič Sadovyj (rusky Евгений Викторович Садовый, * 19. ledna 1973, Volžskij) je bývalý ruský plavec, trojnásobný olympijský vítěz z her 1992.

## Sportovní kariéra
S plaváním začal jako šestiletý, intenzivnější trénink absolvoval ve Volgogradu, kam se rodina v roce 1981 přestěhovala. První medaile z vrcholné plavecké akce získal na mistrovství Evropy v roce 1991. O rok později se proslavil ziskem třech zlatých medailí z Letních olympijských her 1992 v Barceloně. Zvítězil na 200 metrů volným způsobem, když o jednu setinu sekundy zaostal za světovým rekordem Giorgia Lambertiho, ale na dvojnásobné trati překonal rekord Kierena Perkinse, kterého také v olympijském finále odsunul na druhé místo. Rovněž se štafetou Společenství nezávislých států překonal při vítězném závodě na 4 × 200 metrů světový rekord.
V roce 1993 byl stříbrný v závodě na 200 m volný způsob na mistrovství Evropy a dvakrát zlatý s ruskou štafetou. Kariéru ukončil v roce 1996.

## Mimořádné výkon a ocennění
- držitel světového rekordu na 400 m volný způsob
- nejlepší světový i evropský plavec roku 1992
- člen Mezinárodní plavecké síně slávy od roku 1999

## Osobní rekordy
- 200 m volný způsob: 1:46,70
- 400 m volný způsob: 3:45,00